# Ziarnołusk białogardły

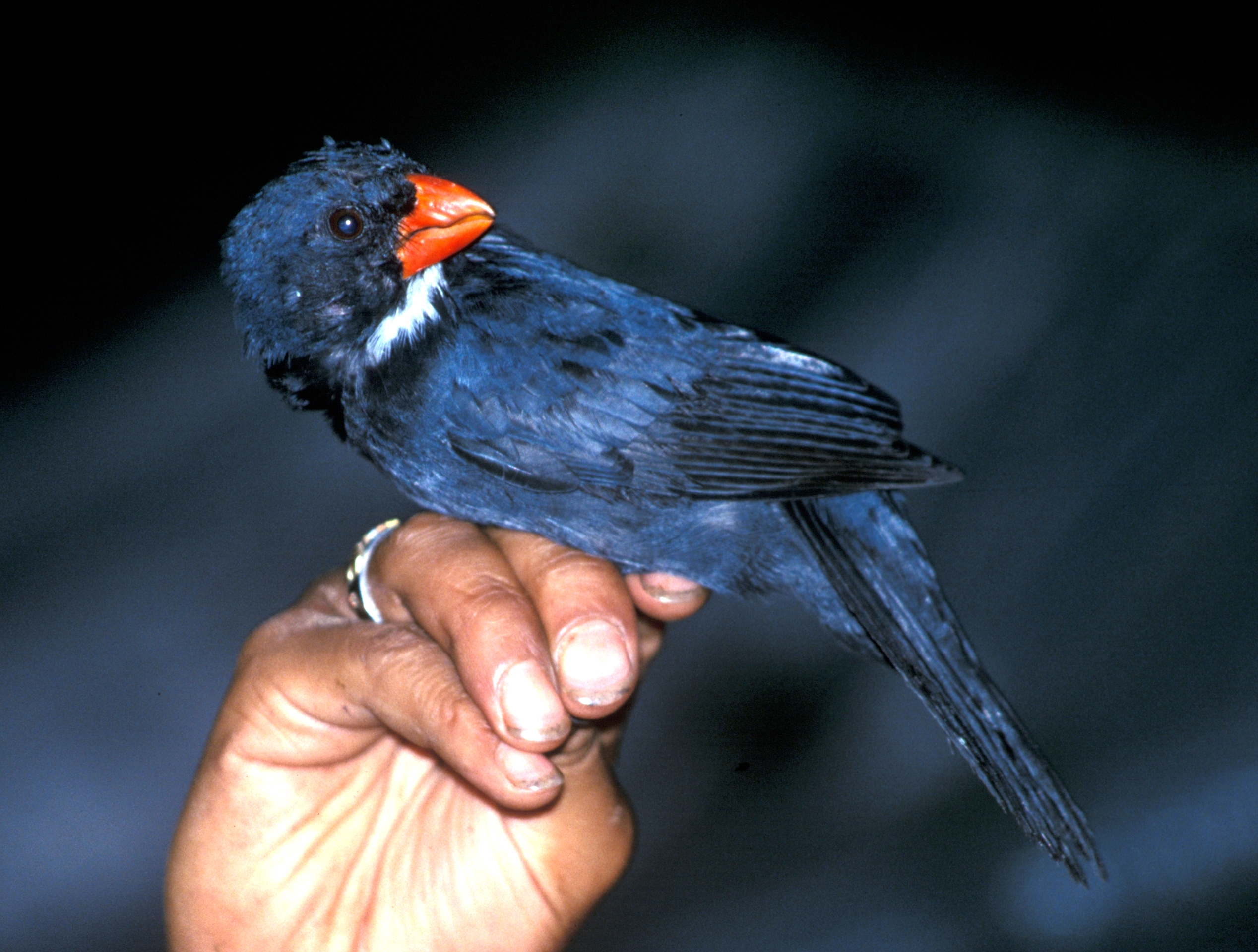
Ziarnołusk białogardły

Ziarnołusk białogardły, grubonos białogardły (Saltator grossus) – gatunek niewielkiego ptaka z rodziny tanagrowatych (Thraupidae), występujący w Ameryce Centralnej i Ameryce Południowej. Wyróżnia się 2 podgatunki. W Czerwonej księdze gatunków zagrożonych IUCN klasyfikowany jest jako gatunek najmniejszej troski (LC, Least Concern).

## Systematyka
Pierwszego naukowego opisu gatunku – na podstawie holotypu pochodzącego z Kajenny w Gujanie Francuskiej – dokonał szwedzki przyrodnik Karol Linneusz w 1766  roku, nadając mu nazwę Loxia grossa. Czasami bywał traktowany jako jeden gatunek z ziarnołuskiem okopconym (Saltator fuliginosus), a niekiedy oba te taksony wydzielano do osobnego rodzaju Pitylus. Obecnie wyróżnia się dwa podgatunki S. grossus:
- S. g. saturatus (Todd, 1922)
- S. g. grossus (Linnaeus, 1766)

## Morfologia
Niewielki ptak o średnim, dosyć grubym, silnym i zaokrąglonym dziobie, obie szczęki tego samego jasnopomarańczowo-czerwonego lub czerwonego koloru. Samce są  stalowoszare. Skrzydła stalowoszare z czarnymi obrzeżami lotek. Kantarek, policzki, dolna część gardła i górna część piersi tworzą czarną obwódkę wokół białego podbródka i środkowej części gardła. Nogi brązowoszare lub czarnoszare. Tęczówki ciemnobrązowe. Samice zazwyczaj nieco ciemniejsze od samców, brzuch i dolna część ciała jaśniejsze z lekkim zielonkawym odcieniem. U samic brak czarnej obwódki wokół podbródka, który jest szarobiały z mniejszym kontrastem niż u samców. Osobniki młodociane są ciemniejsze niż osobniki dorosłe. Długość ciała 19–20,5 cm, masa ciała 41–53 g. Według BirdLife International średnia masa ciała to 44 g.

## Zasięg występowania
Ziarnołusk białogardły występuje na terenach położonych do wysokości 1300 m n.p.m. Poszczególne podgatunki występują:
- S. g. saturatus – we wschodnim Hondurasie, Nikaragui, Kostaryce, Panamie, w północno-zachodniej Kolumbii (na zachód od łańcucha Andów) i zachodnim Ekwadorze[8],
- S. g. grossus – w południowo-wschodniej Kolumbii, południowej Wenezueli (w departamentach Bolívar i Amazonas), w rejonie Gujana, północnej Brazylii, wschodnim Ekwadorze, wschodnim Peru i w północnej Boliwii (w departamencie Beni i północno-zachodniej części departamentu Santa Cruz)[6].

Jest gatunkiem osiadłym.

## Ekologia
Jego głównym habitatem są wilgotne lasy, obrzeża lasów oraz lasy wtórne do wysokości 1200 m n.p.m., sporadycznie spotykany jest na większych wysokościach dochodzących do 1700 m n.p.m. Żywi się ziarnami, owocami i stawonogami, w tym owadami. Żeruje głównie w koronach drzew oraz średnich i wysokich piętrach wilgotnych lasów. Występuje zazwyczaj w parach, czasami w stadach mieszanych z innymi gatunkami.

### Rozmnażanie
Sezon lęgowy trwa w zależności od miejsca zamieszkania od marca od kwietnia, czasami maja, a w departamencie Santander w Kolumbii we wrześniu Gniazda w kształcie miseczek są zbudowane z traw, korzeni, suchych liści itp., wyścielone drobną roślinnością i korzonkami. W lęgu 2–3 jaja o barwie niebiesko-białej z brązowym plamkowaniem. Brak dalszych szczegółowych danych.

## Status i ochrona
W Czerwonej księdze gatunków zagrożonych IUCN ziarnołusk białogardły jest klasyfikowany jako gatunek najmniejszej troski (LC, Least Concern) nieprzerwanie od 2004 roku. Wcześniej był zaliczany do kategorii Lower Risk/Least Concern. Liczebność populacji nie została oszacowana, ale ptak ten opisywany jest jako dość pospolity, ale występujący punktowo. Zasięg jego występowania według szacunków organizacji BirdLife International obejmuje około 9,34 mln km². BirdLife International uznaje trend liczebności populacji za potencjalnie spadkowy. Spowodowane jest to przewidywanym zmniejszeniem się naturalnego habitatu o około 15% w ciągu trzech pokoleń (około 12 lat), co może skutkować spadkiem liczebności populacji w tym okresie nawet o 25%.